# Stratokrati
Stratokrati (av grekiskans στρατός (stratos), armé och κρατείν (kratein), härska), soldatvälde, betecknar ett statsskick där militären styr. Det är ej att förväxla med moderna militärdiktaturer där militären under olagliga eller juridiskt oklara omständigheter har tagit den politiska makten. I en stratokrati är militären och statsapparaten densamma, politiska ämbeten besitts av militära ledare och militärstyret utgör ett normaltillstånd med fullt stöd i lagar och traditioner.

## Historiska exempel
Huruvida ett historiskt rike i någon mån kan ses som en form av stratokrati är svårbestämt på grund av förekomsten av monarkiska blandstatsskick. Det klassiska exemplet är den antika grekiska stadsstaten Sparta, formellt en diarki men vars samhällsuppbyggnad och politiska system helt kretsade kring krigsmakten. Aristoteles beskrev kungarna av Sparta som eviga generaler och menade att rikets lagar helt handlade om att hylla soldatyrket och uppnå seger på slagfältet.